# Bruceton Mills (Virginia Occidental)
Bruceton Mills es un pueblo ubicado en el condado de Preston en el estado estadounidense de Virginia Occidental. En el Censo de 2020 tenía una población de 64 habitantes y una densidad poblacional de 584.87 personas por km².

## Historia

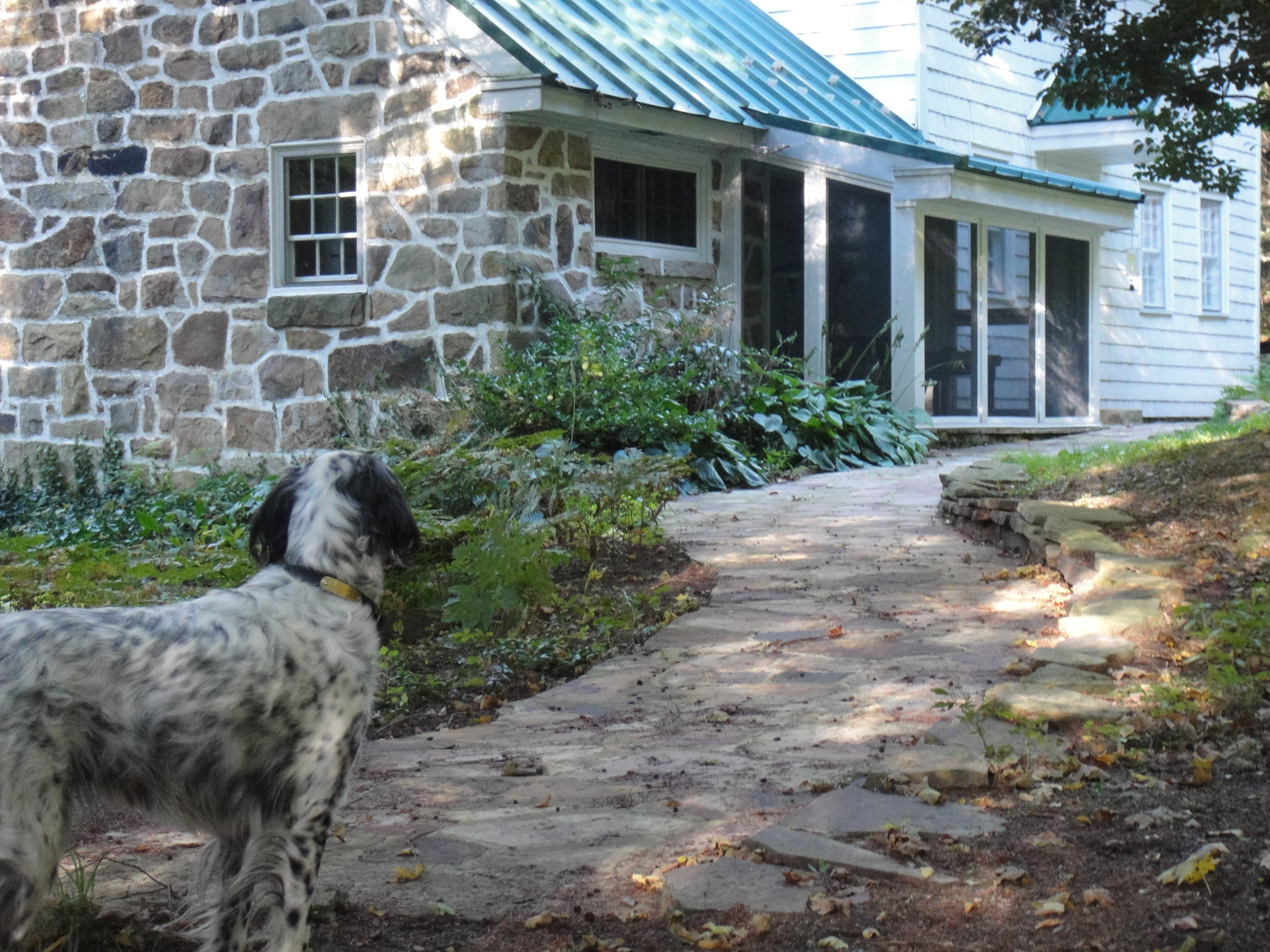
Old Hemlock sudeste de Bruceton Mills

Un colono temprano, John M. Hoffman, nombró a esta comunidad en honor a su padrastro, George Bruce, quien afirmaba tener descendencia directa de Roberto I de Escocia, Rey de Escocia.
La oficina de correos existió en 1870. Bruceton Mills es el único lugar en los Estados Unidos con este nombre.

## Geografía
Bruceton Mills se encuentra ubicado en las coordenadas 39°39′34″N 79°38′26″O / 39.65944, -79.64056. Según la Oficina del Censo de los Estados Unidos, Bruceton Mills tiene una superficie total de 0.14 km², de la cual 0.14 km² corresponden a tierra firme y (0%) 0 km² es agua.

## Demografía
Según el censo de 2010, había 85 personas residiendo en Bruceton Mills. La densidad de población era de 596,7 hab./km². De los 85 habitantes, Bruceton Mills estaba compuesto por el 100% blancos, el 0% eran afroamericanos, el 0% eran amerindios, el 0% eran asiáticos, el 0% eran isleños del Pacífico, el 0% eran de otras razas y el 0% pertenecían a dos o más razas. Del total de la población el 0% eran hispanos o latinos de cualquier raza.